# Maison Delamarche

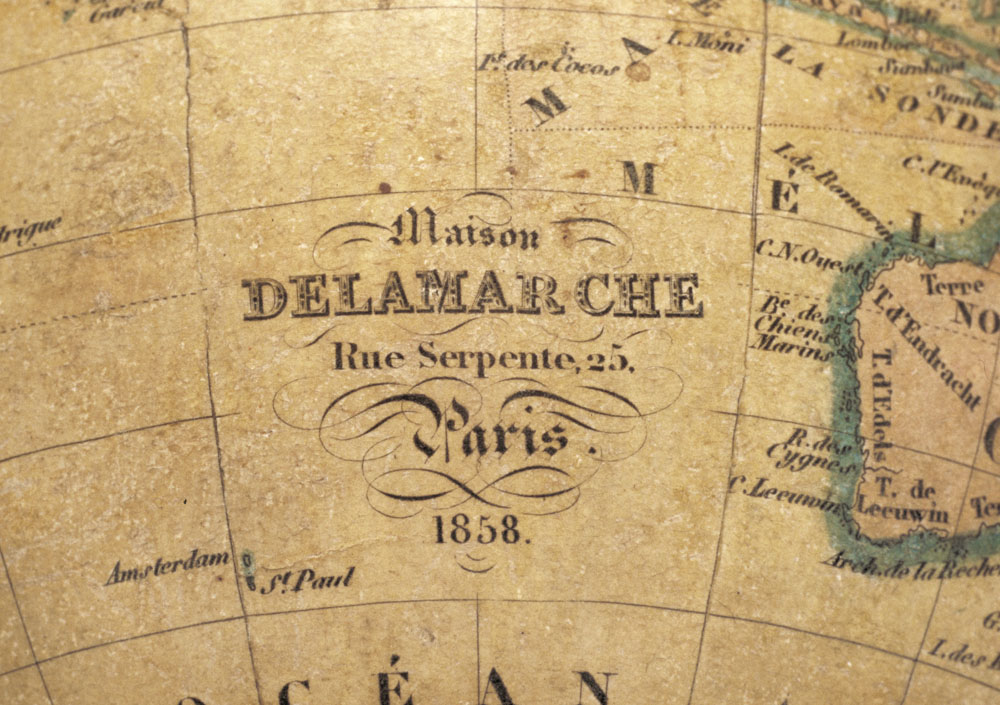
Stemma della Maison Delamarche su un globo terrestre.

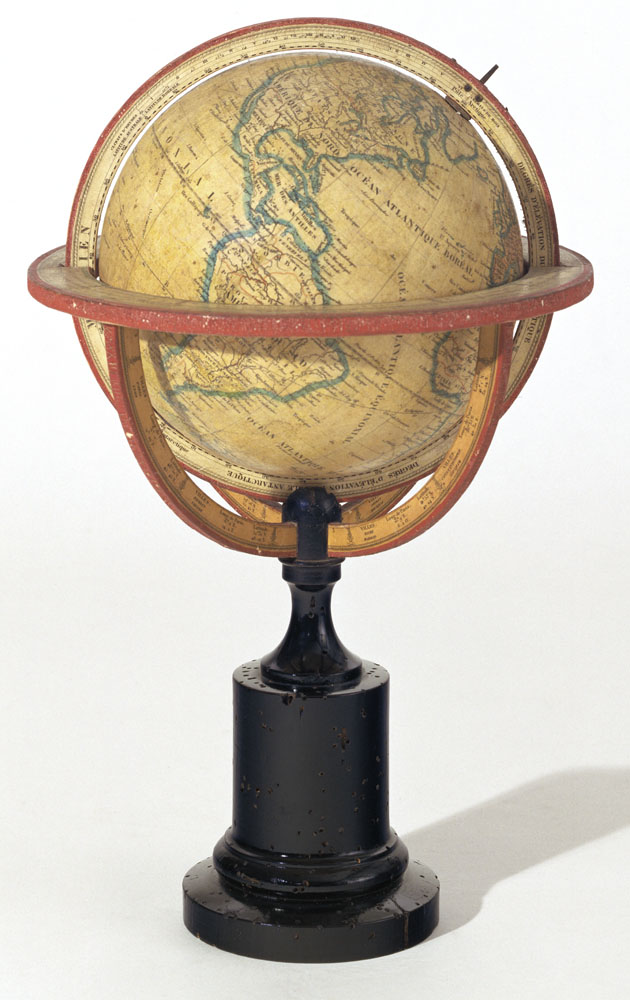
Globo terrestre realizzato dalla Maison Delamarche e conservato al Museo Galileo di Firenze.

La Maison Delamarche è stata un'azienda francese di strumenti geografici.
È con questo nome che sono firmati i globi dell'azienda fondata a Parigi nel XVIII secolo da Charles-François Delamarche (1740-1817). Gli esemplari posseduti dal Museo Galileo di Firenze testimoniano i diversi spostamenti del laboratorio nel XIX secolo. Intorno al 1805 esso si trovava al 13 di rue du Jardinet; altri indirizzi della Maison furono 7 rue du Battoir e 25 rue Serpente.
In seguito l'azienda fu diretta dall'astronomo parigino Charles Dien.